# Senatori delle Hawaii
La Hawaii sono entrate a far parte degli Stati Uniti d'America a partire dal 21 agosto 1959. I Senatori delle Hawaii appartengono alle classi 1 e 3. Gli attuali senatori sono i democratici Mazie Hirono e Brian Schatz. Il seggio di classe 3 è l'unico seggio del Senato a non essere mai stato occupato da un esponente del partito repubblicano o di un altro partito che non sia democratico

## Elenco

### Classe 1
| N.      | Foto    | Senatore                    | Partito      | Carica         | Carica         | Congresso                                                       | Mandati | Elezioni |
| N.      | Foto    | Senatore                    | Partito      | Inizio         | Termine        | Congresso                                                       | Mandati | Elezioni |
| ------- | ------- | --------------------------- | ------------ | -------------- | -------------- | --------------------------------------------------------------- | ------- | --- |
| 1       |         | Hiram Fong (1906-2004)      | Repubblicano | 21 agosto 1959 | 3 gennaio 1977 | 86 · 87 · 88 · 89 · 90 · 91 · 92 · 93 · 94                      | 3       | 1959 · 1964 · 1970 Non ricandidatosi                                                                                                  |
| 2       |         | Spark Matsunaga (1916-1990) | Democratico  | 3 gennaio 1977 | 15 aprile 1990 | 95 · 96 · 97 · 98 · 99 · 100 · 101                              | 2 1⁄2   | 1976 · 1982 · 1988 Deceduto |
| Vacante | Vacante | Vacante                     | Vacante      | 15 aprile 1990 | 16 maggio 1990 | 101                                                             |         | |
| 3       |         | Daniel Akaka (1924-2018)    | Democratico  | 16 maggio 1990 | 3 gennaio 2013 | 102 · 103 · 104 · 105 · 106 · 107 · 108 · 109 · 110 · 111 · 112 | 3 1⁄2   | Nominato per continuare il mandato di Matsunaga · Eletto per terminare il mandato di Matsunaga · 1994 · 2000 · 2006 Non ricandidatosi |
| 4       |         | Mazie Hirono (1947-)        | Democratico  | 3 gennaio 2013 | in carica      | 113 · 114 · 115 · 116 · 117 · 118 · 119                         | 3       | 2012 · 2018 · 2024 |

### Classe 3
| N.      | Foto    | Senatore                  | Partito     | Carica           | Carica           | Congresso | Mandati | Elezioni                                                                                               |
| N.      | Foto    | Senatore                  | Partito     | Inizio           | Termine          | Congresso | Mandati | Elezioni                                                                                               |
| ------- | ------- | ------------------------- | ----------- | ---------------- | ---------------- | --- | ------- | --- |
| 1       |         | Oren E. Long (1889-1965)  | Democratico | 21 agosto 1959   | 3 gennaio 1963   | 86 · 87 | 1       | 1959 Non ricandidatosi                                                                                 |
| 2       |         | Daniel Inouye (1924-2012) | Democratico | 3 gennaio 1963   | 17 dicembre 2012 | 88 · 89 · 90 · 91 · 92 · 93 · 94 · 95 · 96 · 97 · 98 · 99 · 100 · 101 · 102 · 103 · 104 · 105 · 106 · 107 · 108 · 109 · 110 · 111 · 112 | 8 1⁄2   | 1962 · 1968 · 1974 · 1980 · 1986 · 1992 · 1998 · 2004 · 2010 Deceduto                                  |
| Vacante | Vacante | Vacante                   | Vacante     | 17 dicembre 2012 | 26 dicembre 2012 | 112 |         | |
| 3       |         | Brian Schatz (1972-)      | Democratico | 26 dicembre 2012 | in carica        | 112 · 113 · 114 · 115 · 116 · 117 · 118 · 119                                                                                           | 2 1⁄2   | Nominato per continuare il mandato di Inouye · Eletto per terminare il mandato di Inouye · 2016 · 2022 |